# Miguel Ángel Mancera
Miguel Ángel Mancera Espinosa (Ciudad de México, 16 de enero de 1966) es un abogado, académico y político mexicano que se desempeñó como Jefe de Gobierno de la Ciudad de México del 5 de diciembre de 2012 al 29 de marzo de 2018, fecha que presentó licencia definitiva para coordinar la campaña de la coalición Por México al Frente y postularse por el PAN al Senado de México, cargo que ocupó desde el 1 de septiembre de 2018 hasta el 31 de agosto de 2024.
Realizó sus estudios de bachillerato en la Escuela Nacional Preparatoria 6. Es abogado por la Universidad Nacional Autónoma de México. y pos-graduado por la Universidad de Barcelona a través de la Universidad Autónoma Metropolitana. 
En 2008 ocupó el cargo de procurador general de Justicia del Distrito Federal.
En las elecciones de 2012 compitió por la Jefatura de Gobierno del entonces Distrito Federal, siendo candidato de la alianza Movimiento Progresista. Resultó ganador por más del 60% de votos, venciendo a Beatriz Paredes Rangel del PRI-PVEM, a Isabel Miranda de Wallace del PAN y a Rosario Guerra del PANAL.
Miguel Ángel Mancera hasta julio de 2017 mantuvo como jefe de Gobierno de Ciudad de México una aprobación de los ciudadanos del 28% y una desaprobación del 66%, lo cual lo convirtió en el Jefe de Gobierno peor evaluado desde que se creó el Gobierno del Distrito Federal con la reforma de 1996 y desde que la izquierda mexicana del Partido de la Revolución Democrática gobierna la Ciudad de México.
La administración de Miguel Ángel Mancera ha estado bajo escrutinio por su sucesora, Claudia Sheinbaum. Dentro de esas investigaciones distintos funcionarios de su gabinete y de su equipo cercano como jefe de gobierno han sido indiciados, sancionados o permanecen prófugos. En 2020 Mancera fue inhabilitado de ocupar un cargo público en la capital mexicana por un año por irregularidades en 2018. En 2021 la Fiscalía General de Justicia de la Ciudad de México (FGJCDMX) anunció una investigación a su administración por un presunto desfalco que podría alcanzar 1,588 millones de pesos mexicanos.
También se ha desempeñado como asesor en la Asamblea Legislativa del Distrito Federal, mientras que en la Secretaría de Seguridad Pública del Distrito Federal fue Director de Investigaciones y Procedimientos, Director de Seguimiento de Policías Complementarias, Director Ejecutivo y asesor del Secretario. Asimismo, fue Director Jurídico de la Secretaría de Desarrollo Social del Gobierno de la Ciudad de México y Consejero de la Judicatura del Distrito Federal.

## Biografía
Nació el 16 de enero de 1966 en la Ciudad de México, México. Hijo de Miguel Ángel Mancera Segura y Raquel Espinosa Sánchez, siendo el hijo único de esta relación. Es doctor en Derecho por la Universidad Nacional Autónoma de México (UNAM). Del 5 de diciembre de 2012 al 29 de marzo de 2018 ocupó el cargo de Jefe de Gobierno de la Ciudad de México.

### Formación y trayectoria
La educación básica y secundarias las estudió en escuelas públicas. Su bachillerato lo realizó en las Escuela Nacional Preparatoria número 6. Su intención original era estudiar medicina, pero en 1985, con 20 años, sufrió un accidente automovilístico cuyas consecuencias que le hicieron cambiar de parecer. Lesionado, entró a la Cruz Roja. Al ser dado de alta, se le hizo firmar un documento que, sin darse cuenta, dio por archivada la averiguación previa, otorgando el perdón al inculpado. Realizó gestiones por su cuenta, consiguiendo la reapertura de la causa penal, llevándola hasta resolución. Tras este hecho, Miguel Ángel Mancera decidió cursar la carrera de derecho; teniendo que acreditar exámenes extemporáneos, ya que se encontraba en el área de ciencias químico-biológicas aspirando a la carrera de medicina.
De esta manera, cursó entre 1985 a 1989 la Facultad de Derecho de la Universidad Nacional Autónoma de México. Se graduó con la tesis titulada «La libertad por desvanecimiento de datos en el Proceso Penal y la Absolución de la Instancia» por la que le fue concedida en 1990 la medalla Diario de México «Los Mejores Estudiantes de México». Un año después le fue otorgada por la Facultad de Derecho la medalla Gabino Barreda al mejor promedio de su generación.
En lo respectivo a estudios de posgrado estudió una maestría por la Universidad de Barcelona que estudió a través de la Universidad Autónoma Metropolitana, terminando en el año 2000. Es doctor en Derecho por la Universidad Nacional Autónoma de México, grado que obtuvo mediante la tesis: «El injusto en la tentativa y la graduación de su pena en el derecho penal mexicano», obteniendo mención honorífica y la medalla Alfonso Caso.
Especialista en Derecho Penal por las Universidades de Salamanca y de Castilla-La Mancha, España; así como por la Universidad Panamericana, México.
Es miembro de distintas agrupaciones profesionales: la Barra Mexicana Colegio de Abogados, Comité Directivo del Consejo Nacional de Egresados de la Facultad de Derecho de la UNAM, Academia Mexicana de Derecho Internacional y de la Academia Mexicana de Ciencias Penales.

### Formación académica
- Licenciatura en Derecho por la UNAM en la Facultad de Derecho, donde fue aprobado con mención honorífica con la tesis “La libertad por desvanecimiento de datos en el proceso penal y la absolución de la Instancia”. Gracias a su excelente desempeño, en 1990 le fue entregada la medalla “Diario de México, Los Mejores Estudiantes de México”. Un año después, la máxima casa de estudios le otorgó la medalla “Gabino Barreda”, por ser el mejor promedio de su generación.
- Máster Internacional en la Universidad Autónoma de Barcelona en el 2002, a través de la Universidad Autónoma Metropolitana (UAM). Presentó la tesis “La Tentativa Inidónea en el Código Penal Federal”, obteniendo calificación sobresaliente.
- Doctorado en Derecho con mención honorífica en la Facultad de Derecho de la UNAM, con la tesis “El injusto en la tentativa y la graduación de su pena en el derecho penal mexicano”. Obtuvo la medalla “Alfonso Caso” por el graduado más distinguido del programa de doctorado de marzo del 2008.

### Experiencia profesional
En el 2000 ingresó al servicio público como asesor de la Asamblea de Representantes del Distrito Federal (hoy Asamblea Legislativa), en la Comisión de Procuración y Administración de Justicia. Posteriormente se integró a la Secretaría de Seguridad Pública, donde ocupó diversos cargos como Director de Investigaciones y Procedimientos (2002); Director de Seguimiento de Policías Complementarias (2002), Director Ejecutivo de la Subsecretaria (2003) y asesor del Secretario de Seguridad Pública del Distrito Federal (2004). En el 2005 fue nombrado Director Jurídico de la Secretaría de Desarrollo Social del Gobierno del Distrito Federal. En el mismo año, se integró al Poder Judicial del Distrito Federal como Consejero de la Judicatura. Un año después, se incorporó a la Procuraduría General de Justicia del Distrito Federal (PGJDF), donde ocupó los cargos de Subprocurador de Procesos y Subprocurador de Averiguaciones Previas Centrales. Para el 2008, fue designado titular de la PGJDF y nombrado Secretario Ejecutivo del Consejo de Seguridad Pública del Distrito Federal y Representante de la Zona Centro de la Conferencia Nacional de Procuración de Justicia. Desde diciembre de 2012 y hasta marzo de 2018 ejerció el cargo de Jefe de Gobierno de la Ciudad de México.

### Diplomados y cursos
- Derecho Fiscal, en el Colegio Superior de Ciencias Jurídicas S. C., febrero de 1991.
- Derecho Penitenciario, UNAM división de educación continua, 1993.
- Curso de Especialidad en Materia Penal “La Prueba en el Proceso Penal”, realizado en la Universidad de Castilla-La Mancha en Toledo, España en 2006.

### Especialidades
- En Derecho Penal en la Universidad Panamericana en México, D. F., generación 1991.
- En Derecho Penal por la Facultad de Derecho de la UNAM. Promedio de 10, examen sustentado el 1 de julio de 1998, con la Tesis “El Juicio de Tipicidad y su comprobación”.
- En Derecho Penal, Universidad de Salamanca, España, 1997.
- En Derecho Penal, Universidad de Salamanca, España, 2000.

### Docencia
- Profesor por oposición en la UNAM, impartiendo clases en el área de posgrado del Instituto Nacional de Ciencias Penales, y profesor de asignatura en el Instituto Tecnológico Autónomo de México.

## Procurador general de Justicia del Distrito Federal
De acuerdo con su Informe de Gestión, durante 2011 se redujo la delincuencia 12% en la Ciudad de México, mientras a nivel nacional la incidencia delictiva subió 10.4%. En el Distrito Federal se disminuye 3.5% en promedio anual de 2007 a 2011. Se descendió del 3.er lugar nacional en número de secuestros al número 20. Se desarticularon 179 bandas delictivas con 706 integrantes.[cita requerida]
La Procuraduría recibió la certificación correspondiente por parte del Instituto de Acceso a la Información Pública del Distrito Federal, en materia de Ética Pública. Además se capacitó al 100% del personal de estructura en materia de la Ley de Protección de Datos Personales para el Distrito Federal. Asimismo se creó el programa CONSULTA SAP WEB 2.0, modernizando así la PGJDF y facilitando la consulta de datos y la transparencia. También se formaron 26 Redes de Prevención del Delito. Se impartieron 1,301 conferencias y talleres; con la asistencia de 50,692 personas.

## Jefe de Gobierno del Distrito Federal

### Candidatura

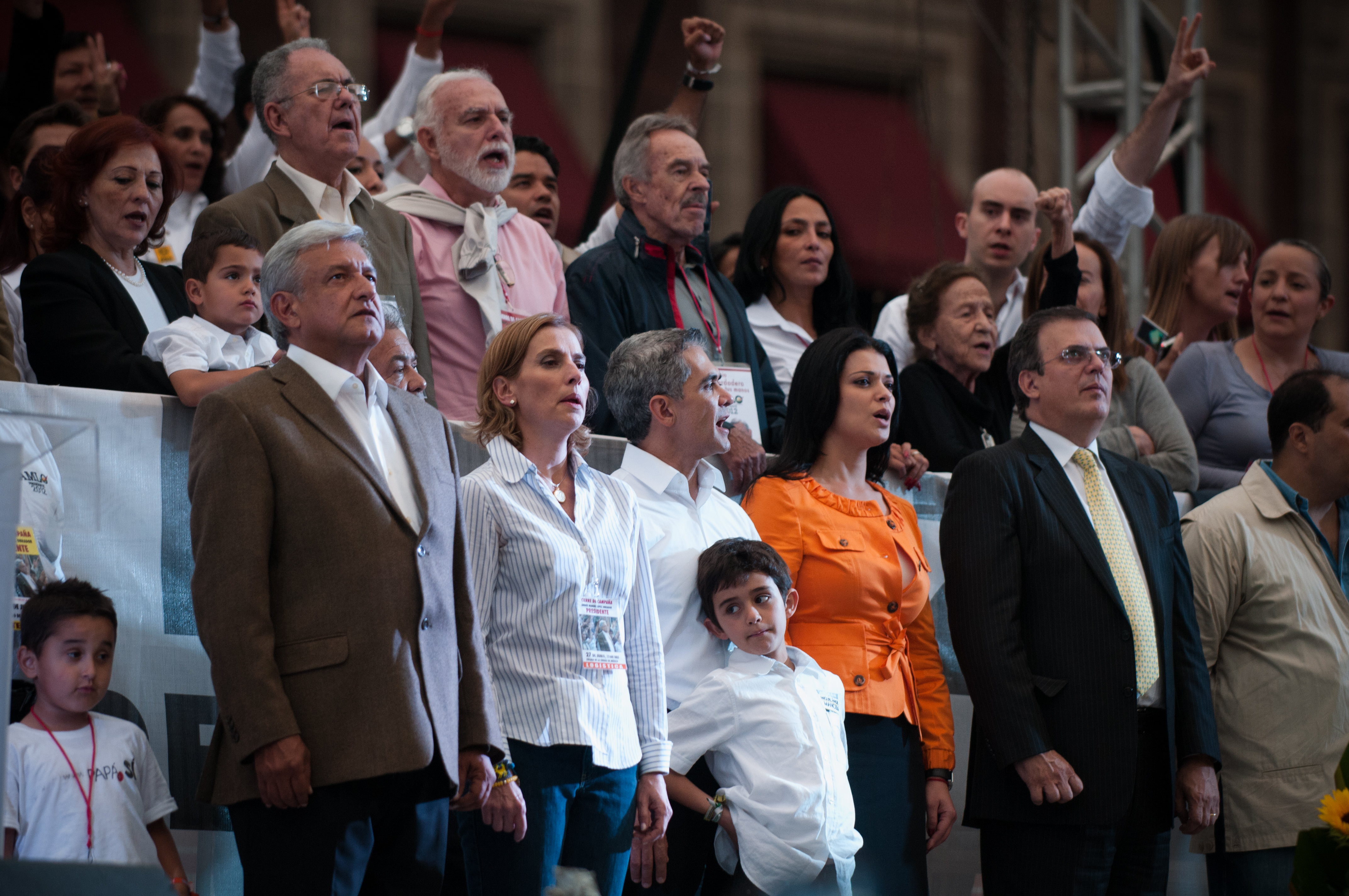
Miguel Ángel Mancera en el cierre de campaña de Andrés Manuel López Obrador.

Tras renunciar a su puesto como procurador, el 8 de enero del 2012 Miguel Ángel Mancera se registró como precandidato ante el Partido de la Revolución Democrática, al cual no está afiliado, en una contienda que tenía como objetivo determinar quién sería el candidato a jefe de Gobierno del Distrito Federal por dicho partido. El 19 de enero de 2012, tras una encuesta ciudadana, Miguel Ángel Mancera es electo candidato, luego de vencer a sus contendientes: Alejandra Barrales, Gerardo Fernández Noroña, Martí Batres Guadarrama y Joel Ortega Cuevas. Tras este primer triunfo, integró a algunos de sus opositores a su equipo de campaña. Su candidatura representó a la izquierda mexicana, la cual está integrada por el Partido de la Revolución Democrática, Partido del Trabajo y Movimiento Ciudadano, recibiendo la constancia de registro por el Instituto Electoral del Distrito Federal el 2 de abril de 2012.
Inició su campaña el 29 de abril de 2012, en el Monumento la Revolución con la presencia del entonces jefe de Gobierno Marcelo Ebrard y de Cuauhtémoc Cárdenas, fundador del Partido de la Revolución Democrática. Tras dos meses de campaña, la finalizó en el mismo acto de cierre de campaña presidencial de Andrés Manuel López Obrador el 27 de junio de 2012.
El 1 de julio de 2012 resultó elegido como jefe de Gobierno del Distrito Federal, por el periodo comprendido de 2012 a 2018, obteniendo más del 60% de votos, dejando muy por detrás a sus oponentes, Beatriz Paredes, Isabel Miranda de Wallace y Rosario Guerra. El 8 de octubre de ese mismo año recibió la constancia por parte del Tribunal Electoral del Distrito Federal que lo acreditaba como jefe de gobierno electo y certificando su victoria por 66.56% de la votación total, esto es, 3,031,156 votos. El 5 de diciembre de 2012 tomó posesión de su puesto mediante la rendición de protesta ante la Asamblea Legislativa del Distrito Federal.

### Gestión
Tras los primeros 100 días de mandato de Miguel Ángel Mancera, las encuestas señalaron que 79% de la población del Distrito Federal aprobaba su gestión. En ese tiempo el gobierno implementó programas focalizados de monitorización de la problemática de la entidad como los programas Decisiones por Colonia y Por tu Familia, Desarme Voluntario, se creó la Comisión Interdependencial para el Fomento y el Crecimiento Económico, se amplió la Línea 12 del Metro de la Ciudad de México y se anunciaron diversos programas para mejorar la salud, la movilidad y la seguridad urbanas. En abril de 2015 una encuesta del periódico Reforma informó que la aprobación del jefe de gobierno se encontraba en 37%. A finales de su gestión, en 2018, una encuesta del diario El Universal situó la aprobación en 24%.
Tras el primer semestre del 2013, Mancera aseveró que el gobierno invertiría 2,500 millones de pesos en obra pública para el Distrito Federal, especialmente enfocada en el mejoramientos de vialidades. Inició también una campaña contra el analfabetismo en la entidad; otra de promoción de la capital frente al mercado turístico norteamericano; y uno de mantenimiento de la infraestructura de las escuelas primarias.
Miguel Ángel Mancera presentó en marzo del 2014 el Plan Agua para el Futuro, estrategia que se extendió hasta 2018 para garantizar la llegada del vital líquido en toda la ciudad. La estrategia contempla la construcción de 19 potabilizadoras y la rehabilitación de otras 16, con lo cual se comprometió beneficiar a un millón de personas más que no contaban con el servicio básico. A estas iniciativas, se sumaron convenios con instituciones como la Comisión Nacional del Agua, con quien se comprometieron a emprender obras, de manera conjunta, en los próximos seis años.
Tras resultados de iniciativas en años anteriores, la Secretaría del Trabajo y Fomento al Empleo del Distrito Federal estimó que para 2014, se crearían aproximadamente 10 mil nuevos empleos, los cuales contemplaban programas como “Mi primera oportunidad”, donde se abrirían espacios laborales que no requieren experiencia laboral, para que sean ocupados por nuevas generaciones. Mientras tanto, en el tema del salario mínimo, Miguel Ángel Mancera abrió debate a nivel nacional con el propósito de impulsar el aumento de las percepciones de los trabajadores y al cual invitó a líderes empresariales, sindicales e instituciones académicas, a fin de solucionar este problema que ha aquejado al país por más de 30 años.
En cuanto a calidad de vida, la Encuesta Nacional de la Consultora Mercer ubicó a la capital mexicana como la ciudad número cinco de México, tomando en cuenta factores políticos, sociales, económicos, de salud, educación, recreación y más.
En agosto de 2015, su gobierno anunció el proyecto de infraestructura urbana más importante de su gestión: la reactivación de Avenida Chapultepec, una calle histórica que comienza en el Bosque de Chapultepec y termina en el Centro Histórico de la Ciudad de México. Fernando Romero coordinó el equipo de arquitectos a cargo del diseño del Corredor Cultural Chapultepec-Zona Rosa, conformado por Juan Pablo Maza y Ruysdael Vivanco. Se dijo en el proyecto que se conservarían los árboles y el histórico acueducto de Chapultepec. El proyecto fue cancelado en 2015 tras oposición de la sociedad civil.

### Sistema de Salud
En marzo de 2013, Miguel Ángel Mancera inauguró la primera clínica especializada en atender la diabetes, la primera en su tipo en todo el país y América Latina, que dará no solo atención integral al padecimiento, sino pruebas de detección temprana. El mandatario anunció que durante su administración serán construidos tres centros de este tipo, respecto a lo cual, la Secretaría de Salud del Distrito Federal precisó que el segundo se ubicará en la Delegación Iztapalapa.
Algunos meses después, el 1 de abril de 2014, fue inaugurada la Clínica Integral de la Mujer en la Delegación Gustavo A. Madero, centro que dará atención especializada en temas de mastografía, colposcopia y ultrasonido, además de dar atención psicológica y jurídica, todo ello en 240 consultorios y con cerca de 2,000 médicos y enfermeras. Se calcula que la clínica brindará un total de 50 mil consultas al año, todas ellas gratuitas, beneficiando a un promedio de 350 mil mujeres aunque, desde antes de su apertura, ya había superado las expectativas en registros y solicitudes.
Para los adultos mayores, el titular de la Jefatura de la Ciudad de México dio a conocer que se construirán tres clínicas geriátricas especializadas en detectar y atender de manera oportuna el Alzheimer y el Parkinson, la primera de ellos en la Delegación Iztacalco. A estos centros, se añaden también la creación de una clínica dedicada al tratamiento de trastornos del sueño y una más especializada en el tratamiento del autismo.
Referente al tema del VIH, fue anunciada una nueva clínica especializada, también en la Delegación Iztapalapa, construida con una inversión de 80 millones de pesos y que atenderá a una población promedio de 30 mil personas con la mejor y más moderna infraestructura hospitalaria, además de un centro de investigación respaldado por un ganador de Premio Nobel, Luc Montagnier. Se espera que este centro esté listo en 2014. En total, para el 2014, la administración de Miguel Ángel Mancera anunció que se tiene contemplada una inversión total de 710 millones de pesos para infraestructura hospitalaria, destinada a ampliación y modernización de centros como el Hospital de Xoco, cuyas obras fueron entregadas en marzo de 2014.
Durante la temporada invernal, la administración capitalina anunció la realización de una campaña de vacunación contra el virus de la influenza, la cual se realizaría de manera gratuita en los centros de salud, hospitales y guarderías capitalinas, además de 10 estaciones del Metro de la Ciudad de México. En enero de 2014, la campaña se amplió a 47 estaciones del Metro y se incluyeron 12 del Metrobús, además de módulos especiales en el Aeropuerto Internacional de la Ciudad de México.
Para un seguimiento integral de la salud y desarrollo de los niños y niñas capitalinos, fue instaurada la Cartilla de Servicios del Programa 0 a 6 años que da seguimiento a cuatro ejes básicos en la salud infantil: nutrición, desarrollo cognitivo y psicosocial, salud y desarrollo físico. Autoridades informaron que, para febrero de 2014, esta cartilla ya beneficiaba a 2,600 niños.
En busca de prevenir y disminuir los niveles de diabetes y problemas de salud originados por el peso, fue presentada, en julio del 2014, la Estrategia Estatal para la Prevención y el Control del Sobrepeso, la Obesidad y la Diabetes cuyo propósito es fomentar las buenas prácticas alimenticias y la activación físicas, acciones que complementan a la reducción de sal, el agua gratuita en restaurantes, la colocación de bebederos, entre otros. Fue anunciada también la instalación, en distintas estaciones del Metro de la Ciudad de México y Metrobús, de 30 máquinas que detectan el movimiento humano y que, por cada diez sentadillas, dará a los capitalinos un ticket que podrán intercambiar por un podómetro, esto con el propósito de incentivar la actividad física. La primera etapa de esta iniciativa cuenta con 70 mil podómetros.

### Turismo
El 28 de marzo de 2014, como parte de la Declaratoria de Prioridad Turística, Miguel Ángel Mancera presentó en la Ciudad de México el programa Mis Raíces, el cual busca llegar a un millón de turistas norteamericanos a finales de 2014, rescatando el tema de las tradiciones y cultura de la capital. Como parte de este programa, el alcalde de Chicago, Rham Emanuel y el mandatario capitalino firmaron el convenio Memorándum de Entendimiento, con el fin de crear alianzas entre ciudades, dejando claro que Estados Unidos es el principal mercado en el que se está trabajando
En cuanto al turismo nacional/social, Miguel Ángel Mancera puso en marcha el programa “Sonrisas por tu Ciudad” que consta de recorridos gratuitos por los sitios de interés de las delegaciones de la Ciudad de México. La Organización Internacional de Turismo de la UNESCO envió un reconocimiento escrito a la administración capitalino por los resultados obtenidos con este programa.

### Servicio público
En el servicio público se ha desempeñado como:
- Asesor de la Comisión de Administración y Procuración de Justicia en la Asamblea Legislativa del Distrito Federal.
- Director de Investigaciones y Procedimientos, Director de Seguimiento de Policías Complementarias; ambos en la Secretaría de Seguridad Pública del Distrito Federal.
- Asesor del Secretario de Seguridad Pública del Distrito Federal.
- Director Jurídico de la Secretaría de Desarrollo Social del Gobierno de la Ciudad de México.
- Consejero de la Judicatura del Distrito Federal.
- Subprocurador de Procesos de la Procuraduría General de Justicia del Distrito Federal.
- Procurador general de Justicia del Distrito Federal, lo sucedió en el cargo Jesús Rodríguez Almeida.[63]

### Desarrollo Social
En noviembre de 2013, fue lanzada la tarjeta Capital Social que otorga descuentos en más de 6 mil 500 establecimientos de alimentos, entretenimiento, ropa, hogar, cuidado personal, salud, transporte y educación. La tarjeta, que se entrega a quien la solicite con el único requisito de vivir en el Distrito Federal, brinda también atención médica telefónica, red de clínicas, laboratorios y médicos especialistas, seguro por fallecimiento para el titular y gastos por accidente. El 2 de julio de 2014, la Secretaría de Desarrollo Social del Distrito Federal anunció que, gracias a las unidades móviles de registro, han sido beneficiadas un millón de personas con la tarjeta.
En convenio con instituciones como el Instituto del Fondo Nacional de Vivienda para los Trabajadores (Infonavit) y el Instituto de Vivienda (INVI), la gestión de Miguel Ángel Mancera ha reforzado los programas de vivienda con apoyo a familias de escasos recursos en la Delegación Azcapotzalco y Delegación Cuauhtémoc, además de la entrega de escrituras, documentos que brindan certeza jurídica y seguridad.
En el tema de la familia, el ejecutivo local anunció en marzo de 2014, durante la entrega de mil 238 apoyos, que el presupuesto destinado al Programa de Apoyo a Madres Solas Residentes en el DF se había incrementado de 600 mil a 4 millones de pesos este año, además de que el formato de apoyo dejaría de ser un vale por una despensa previamente armada, para convertirse en tarjetas que cada familia aprovecharía para comprar lo que más necesitaran.
De igual forma, la administración de Miguel Ángel Mancera anunció el primer día del 2014 que aumentaría la pensión alimentaria que reciben aproximadamente 480 mil adultos mayores en la Ciudad de México, alcanzando los 1009.28 pesos mensuales. Posteriormente, inició la sustitución de tarjetas de este programa, con el objetivo de evitar problemas en su uso por el desgaste de la banda magnética, iniciativa a la cual se sumó “Mañanas de Película”, que integra al programa dos entradas al cine gratuitas cada mes para los beneficiados.
A través de la Secretaría de Desarrollo Social del Distrito Federal, se implementó el programa de Comedores Comunitarios, iniciativa que apoya con alimentos a personas en situación vulnerable en la capital mexicana, con un total de más de 66 mil personas beneficiadas]. Este apoyo a la alimentación se refuerza con el Programa de Desayunos del Sistema Nacional para el Desarrollo Integral de la Familia (DIF), que beneficia a un promedio de 700,000 niños y niñas capitalinos, así como el programa Aliméntate, que brinda apoyo en nutrición, educación y trabajo a más de 160 mil personas en situación de pobreza extrema.

### Medio Ambiente
En un proyecto a largo plazo, fue presentado el Programa de Acción Climática 2014-2020, con el principal objetivo de mejorar la calidad del aire de la Ciudad de México. La estrategia está diseñada en siete ejes básicos: transición energética, contención urbana, mejoramiento ambiental, manejo de recursos naturales, aumento de resiliencia, educación e innovación. En conjunto, estas acciones buscan duplicar la meta anterior de la Ciudad de México.
En materia de reciclaje y residuos sólidos, la Secretaría del Medio Ambiente del Distrito Federal cuenta con iniciativas como Mercado de Trueque y Reciclatrón. En el Mercado de Trueque, los capitalinos intercambian residuos reciclables como papel, vidrio, cartón, PET y tetrapack por productos agrícolas. Esta iniciativa ha logrado recolectar 107,889 kg de este material en un lapso de tan solo ocho domingos, con variantes como recepción de árboles de Navidad para la fabricación de composta y el Mulch, compuesto que embellece y ayuda en el crecimiento de los árboles de la Ciudad de México. Por otra parte, el Reciclatrón consiste en jornadas de acopio de residuos eléctricos y electrónicos, los cuales requieren un manejo especial para su reciclaje. Se calcula que cada una de estas jornadas, que cambian de sede mes con mes, recaudan en promedio hasta 12 toneladas de electrónicos.
En 2014, la administración de Miguel Ángel Mancera celebró el séptimo aniversario de Muévete En Bici, proyecto que realiza paseos dominicales y nocturnos donde los asistentes pueden recorrer en bicicleta, patines o a pie a través de las principales arterias de la ciudad, que son cerradas al tránsito de vehículos motorizados. Hasta la fecha, esta actividad ocupa el quinto lugar a nivel mundial en acciones similares. Desde su puesta en operación, Muévete en Bici ha contado con la participación de aproximadamente cuatro millones de personas y, en mayo del 2014, se añadieron 9 km lineales a su ruta original de paseos dominicales, sumando un total de 18 km de recorrido.
Con el objetivo de mejorar las condiciones ambientales de la ciudad, la Secretaría del Medio Ambiente del Distrito Federal impulsa la iniciativa de que capitalinos creen sus propios huertos urbanos dentro de sus hogares. Para ello, la dependencia pone a disposición de los ciudadanos tres Centros de Educación Ambiental donde se brinda toda la información necesaria para este proyecto. Para reforzar esta iniciativa, la Jefatura capitalina dio inicio a una estrategia que busca impulsar la creación de huertos urbanos en unidades habitacionales, cuyo propósito sería tanto el autoconsumo como la comercialización de productos en mercados públicos. El primero de estos huertos fue presentado en la Delegación Álvaro Obregón y prevé que genere 30 toneladas de hortalizas anuales. De acuerdo con cifras de la Organización de las Naciones Unidas para la Alimentación y la Agricultura (FAO, por sus siglas en inglés), la Ciudad de México es una de las ciudades con más huertos urbanos en Latinoamérica.

### Investigación de su gestión
A partir de la gestión de su sucesora Claudia Sheinbaum Pardo se han iniciado investigaciones por distintos delitos y faltas administrativas que presuntamente se registraron en la administración de Miguel Ángel Mancera como jefe de gobierno. En 2020 sumaban mil 680 servidores públicos sancionados. Entre los que han sido investigados o sancionados se encuentran:
- Miguel Ángel Vázquez Reyes, exsubsecretario de Capital Humano de la Secretaría de Finanzas de la Ciudad de México y exjefe de gabinete de Miguel Ángel Mancera. Acusado de distintos presuntos desvíos presupuestales por millones de pesos asociados al manejo de personal en la administración capitalina, fue detenido en febrero de 2020. Como parte de la investigación por estos presuntos desvíos, fueron detenidos también Berenice Guerrero Hernández, exsubsecretaria de Planeación Financiera de la Secretaría de Finanzas, Hedilberto Chávez Gerónimo, Cynthia Campos Fernández, Joel Pozol, Takahashi Villanueva, José Iván Morales Palafox y Gabriel Rincón Hernández, servidores públicos de la misma dependencia.[87]
- Luis Serna Chávez, ex secretario particular de Miguel Ángel Mancera. La Fiscalía General de la República realizó un cateo en una vivienda asociada a él.[8] Una investigación periodística señalan compras de hasta 9 propiedades con costo de millones de pesos de Serna y su hermano Julio César Serna.[88][89]
- Felipe de Jesús Gutiérrez, ex secretario de Desarrollo Urbano y Vivienda en la administración de Miguel Ángel Mancera y de Desarrollo Urbano en la de Marcelo Ebrard. Se le acusa de uso indebido de atribuciones por la autorización de 40 millones de pesos en obras de reconstrucción tras el sismo de 2017. Gutiérrez buscó ampararse contra la detención pero un juez lo negó, por lo que el exfuncionario permanece prófugo.[90]
- Edgar Tungüi Rodríguez, ex secretario de Obras capitalino y ex Comisionado para la Reconstrucción. Se le acusa de uso indebido de atribuciones por la autorización de 40 millones de pesos en obras de reconstrucción tras el sismo de 2017. Permanece prófugo.[90]
- Jorge Eduardo Herrera González, ex director general de Construcción de Obra Civil de la Secretaría de Obras y Servicios. Fue detenido en octubre de 2020.[91] Se le acusa de irregularidades en demoliciones de edificios tras el sismo de 2017.[91]
- Edgar Amador Zamora, ex secretario de Finanzas. Acusado de irregularidades en el manejo de recursos donados por el sismo del 2017, fue inhabilitado de ocupar cargos públicos.[86]
- Jaime Slomianski Aguilar, ex secretario de la Agencia de Gestión Urbana. Acusado de irregularidades en el manejo de recursos donados por el sismo del 2017, fue inhabilitado de ocupar cargos públicos.[86]

El 5 de octubre de 2020 el Tribunal Electoral del Poder Judicial de la Federación (TEPJF) determinó que Miguel Ángel Mancera fue inhabilitado por un año de ocupar tras determinar que el funcionario siendo jefe de gobierno incurrió en proselitismo del entonces candidato presidencial Ricardo Anaya Cortés, algo sancionado por las leyes electorales mexicanas.
El 4 de febrero de 2021 la Fiscalía General de Justicia de la Ciudad de México anunció que investiga un presunto desfalco de hasta 1 588 mil millones de pesos mexicanos (unos 77 millones de dólares estadounidenses de 2021) mismos que habrían sido desviados del erario público por una red de funcionarios y de empresas privadas que presuntamente habrían colaborado en los hechos. La fiscal de la Ciudad de México, Ernestina Godoy, calificó que los presuntos desvíos podrían ser los «hechos de corrupción más grandes de que se tenga registro en la Ciudad de México y uno de los más relevantes conocidos en el país».

### Controversias

#### Uso de cuentas falsas en Twitter
Una investigación periodística elaborada por Forbes México, reveló que el jefe de gobierno hace presuntamente uso de cuentas falsas (denominadas 'bots'), a partir de las cuales incrementa sus seguidores en la red social Twitter, con la intención de aumentar su popularidad y/o acallar a las voces críticas. El estudio determinó que era el segundo gobernador con más seguidores fake en el país.

#### Corredor Cultural Chapultepec
En agosto de 2015 Miguel Ángel Mancera anunció un proyecto urbanístico a gran escala que conectaría el bosque de Chapultepec con la Zona Rosa denominado Corredor Cultural Chapultepec. El núcleo del proyecto era la construcción de un corredor de un piso con comercios y zonas arboladas y de esparcimiento sobre Avenida Chapultepec desde la calle de Lieja hasta la glorieta de los Insurgentes. Tendría un costo de aproximadamente 930 millones de pesos, pagados en parte por la iniciativa privada que, a cambio, recibiría concesiones comerciales en el corredor por 40 años.
El proyecto fue anunciado por el director del fideicomiso ProCDMX Simón Levy, y el jefe de gobierno. Se declaró entonces que era el primer proyecto de un consejo consultivo denominado Consejo Rector de Parques Lineales de la capital. También se aseveró que en el plazo de las tres semanas siguientes se harían consultas específicas con los vecinos de la zona.
Seguido del anuncio, se generó una polémica por el proyecto que implicó la protesta y las críticas de vecinos de las colonias Juárez, Roma y Condesa, así como de urbanistas y arquitectos que criticaron aspectos del proyecto preliminar. El 5 de octubre se publicó un desplegado anunciando la oposición, que, debido al carácter comercial que sus detractores señalaron, le fue llamado informalmente Shopultepec. Mancera anunció entonces que el corredor se haría con diálogo con los vecinos, y que su construcción iniciaría en septiembre de 2015.
La polémica continuó y fue necesario que el Instituto Electoral del Distrito Federal realizara una consulta ciudadana entre los habitantes de la delegación Cuauhtémoc para decidir el destino del corredor. La consulta finalizó el 6 de diciembre de 2015 y ganó el "No" con 14,201 votos, de un total de 22,370 participantes, un 4.82 por ciento del total del padrón electoral de la delegación. El 9 de diciembre de ese año, ProCDMX anunció la cancelación del proyecto en definitiva.

#### Rueda de la fortuna en Chapultepec
En febrero de 2016 Mancera anunció la construcción de una mega rueda de la fortuna llamada "La Gran Rueda CDMX" en terrenos de la segunda sección del Bosque de Chapultepec. La rueda tendría 60 metros de altura y 60 góndolas. Vecinos y legisladores del Partido Acción Nacional realizaron protestas contra el proyecto, acusando que habría afectaciones al bosque y daños al patrimonio. El gobierno respondió cambiando el proyecto de terrenos del Museo de Arte Moderno hacia otro junto al Auditorio Nacional llamado La Hondonada. No hubo acuerdo con los inconformes, y en mayo de 2016 Tanya Müller, secretaria del Medio Ambiente local, anunció la cancelación del proyecto.

#### Doble Hoy No Circula
A partir del 14 de marzo de 2016 los niveles de polución en Ciudad de México aumentaron por varios días sin reportar descensos, alcanzado más de 150 puntos de ozono en la escala del Imeca. La Comisión Ambiental Metropolitana (Came) —órgano que regula la operación del programa de restricción vehicular Hoy No Circula en la Zona Metropolitana del Valle de México— decidió aplicar el protocolo al respecto y aumentar la restricción vehicular a partir del 8 de abril y hasta el 30 de junio, lo que fue denominado como "Doble Hoy No Circula" hasta alcanzar un millón de autos fuera de circulación cada día.
Como consecuencia, ocurrieron aglomeraciones considerables en el transporte público, se incrementaron los costos de taxis vía aplicación móvil como Uber y se generó molestia entre la ciudadanía, ocurriendo incluso manifestaciones de taxistas y protestas de transportistas y automovilistas.
Si bien la orden de implementar el Doble Hoy No Circula fue ordenada por un órgano metropolitano en el que el gobierno de la Ciudad de México participa, y fue respaldada por el presidente Enrique Peña Nieto, existió la percepción negativa en parte de la ciudadanía de que el alcalde capitalino tomó la decisión. Incluso el 5 de abril de 2016 Mancera pidió disculpas a la ciudadanía por las medidas, pero reiteró que seguiría su funcionamiento. Después, en un foro en Francia, el alcalde reconoció las críticas y consideró que las medidas eran drásticas y comentó que "no es una medida que genera votos, pero es por el bienestar social. Muchos no se atreven, pero se tiene que hacer", dijo.

#### Terremoto del 19 de septiembre de 2017 en Ciudad de México
El 19 de septiembre de 2017 se produjo un fuerte sismo con epicentro entre los Estados de Morelos y Puebla. El efecto fue muy grave en la CDMX, causando más de 230 víctimas mortales en la entidad (y otras 140 en los Estados vecinos); se registraron cerca de 40 edificios colapsados y miles de construcciones con daños de consideración. De ellos, más de 680 inmuebles fueron declarados inhabitables mientras se realizan reparaciones mayores, y al menos 321 (incluso numerosos de construcción reciente, posterior a 1985) podrían requerir demolición. Además, se dañó gravemente el suministro de agua en amplias zonas de las Delegaciones de Iztapalapa, Tláhuac y Xochimilco.
A raíz del desastre se produjeron múltiples denuncias y quejas por la corrupción e inaficiencia de distintas autoridades de los tres niveles de Gobierno, las cuales publicaron virtualmente todos los medios de comunicación nacionales. Pero concretamente el periódico británico The Guardian documentó que diversos organismos (algunos de ellos, dependencias del Gobierno central de CDMX bajo la Jefatura de Miguel Á. Mancera, como SEDUVI e INVEA) no dieron seguimiento adecuado a las más de 5600 denuncias ciudadanas que se habían producido entre los años 2011 y 2016, por incumplimiento del reglamento de construcción aplicable. Más aún, según una investigación del periódico Pie de Página, desde los años 90 los sucesivos Gobiernos del DF (inclusive el de Mancera) de hecho empezaron a "...acepta[r] e incluso promov[ieron] normas para favorecer la expansión inmobiliaria que parecerían ridículas, pero que, a la luz del desastre, tienen implicaciones escalofriantes." Estas nuevas normas deformaron el riguroso reglamento de construcción que, a instancias de ingenieros y sismólogos competentes, había adoptado el DF tras el trágico Terremoto de México de 1985. Luego de seis meses de sismo, los damnificados continuaban en la calle.
Dentro de los funcionarios indiciados de su gestión se encuentra Edgar Tungüi Rodríguez, designado por Mancera Comisionado para la Reconstrucción de la Ciudad de México en 2018, año desde el que permanece prófugo hasta su captura el 13 de mayo del 2021 por su probable participación en el delito de uso ilegal de atribuciones y facultades.

#### Centro de espionaje
En 2020 un reportaje de Mexicanos contra la Corrupción y la Impunidad reveló el funcionamiento de un centro de espionaje que funcionó en la gestión de Miguel Ángel Mancera. El espacio habría operado en la calle Manuel Márquez Sterling, en el Centro Histórico de la Ciudad de México. En el mismo se obtenía información como conversaciones telefónicas de 119 servidores públicos, ciudadanos y de figuras políticas.

## Premios y distinciones
- Medalla Alfonso Caso, otorgada por la Facultad de Derecho de la UNAM, por el graduado más distinguido del Programa de Doctorado (marzo de 2008)
- Condecoración «Medalla de Primera Clase Estrella de Honor», otorgado por la Asociación de Agregados de Policía y Seguridad (octubre de 2011).
- Premio Latinoamericano por la vida y la seguridad de las mujeres y las niñas en América Latina y el Caribe.
- Primer Lugar en Innovación tecnológica por parte del Instituto Federal de Acceso a la Información y Protección de Datos (IFAI).
- 1990, Medalla Diario de México “Los Mejores Estudiantes de México”.
- 1991, Medalla Gabino Barreda, otorgada por la Facultad de Derecho de la UNAM al mejor promedio de la generación (1985-1989).
- 2008, Medalla Alfonso Caso, otorgada por la Facultad de Derecho de la UNAM por el graduado más distinguido del programa de doctorado.
- 2011, Medalla de Primera Clase Estrella de Honor, otorgado por la Asociación de Agregados de Policía y Seguridad.
- 2011, Premio Latinoamericano para la vida e integridad de las mujeres y niñas en América Latina y el Caribe, otorgado por la Coalición contra el Tráfico de Mujeres y Niñas en América Latina y El Caribe, (CATWLAC).
- 1.er lugar en la innovación tecnológica por el Instituto Federal de Acceso a la Información y Protección de Datos (IFAI).

### Publicaciones
- La Tentativa en el Código Penal para el Distrito Federal, una Nueva Propuesta (2003)
- Autoría y Participación. El Nuevo Código Penal para el Distrito Federal Comentado (2003)
- La Autoría Mediata en los Aparatos Organizados de Poder (2004)
- La Comisión por Omisión en el Nuevo Código Penal para el Distrito Federal (2004)
- López Obrador Caso el Encino. Implicaciones Constitucionales, Penales y de Procedimiento Penal (2005)
- Caso el Encino ¿Delito? (2005)
- Nuevo Código para el Distrito Federal Comentado Tomo II (2006)
- Estudios Jurídicos en Homenaje a la Dra. Olga Islas de González Mariscal, Tomo II (2007)
- Estudios Jurídicos en Homenaje al Dr. Ricardo Franco Guzmán (2008)
- Derecho Penal, Especialidad y Orgullo Universitario Papel del Abogado (2011)
- Derecho Penal del enemigo (2011)
- El Tipo de la Tentativa: Teoría y Práctica (2012)
- Mancera, Miguel Ángel, (2003). La tentativa en el Código Penal para el Distrito Federal. En García Ramírez, S. y Vargas Casillas, L. (coords.) Proyectos Legislativos y Otros Temas Penales, Segundas Jornadas Sobre Justicia Penal. (115-124). México: Editorial UNAM, Instituto de Investigaciones Jurídicas.
- Mancera, M. A. et al. (2004). La Autoría Mediata en los Aparatos Organizados de Poder. Homenaje a Claus Roxin, Tomo I. México: Instituto Nacional de Ciencias Penales.
- Mancera, M. A. (2005). López Obrador Caso el Encino. Implicaciones Constitucionales, Penales y de Procedimiento Penal. México: Porrúa y Universidad Iberoamericana.
- Mancera, M.A. et al. (2004). La Comisión por Omisión en el Nuevo Código Penal para el Distrito Federal. En García Ramírez, S. y Vargas Casillas, L. (coords.) Análisis del nuevo Código Penal para el distrito Federal, Terceras Jornadas sobre justicia penal “Fernando Castellanos Tena”. México: Instituto de Investigaciones Jurídicas UNAM.
- Mancera, M.A, et al. (2005). Caso el Encino ¿Delito? México: Porrúa.
- Mancera, M.A. et al. (2006). Nuevo Código para el Distrito Federal Comentado, Tomo II. En García, Sergio (coord.) Nuevo Código para el Distrito Federal Comentado México: Editorial Porrúa y UNAM.
- Mancera, M.A, et al. (coord.) (2010) Derecho Penal, especialidad y orgullo universitario: a cien años de la fundación de la Universidad Nacional de México. México: UNAM, Dirección General de Publicaciones y Fomento Editorial y Procuraduría General de Justicia del Distrito Federal.
- Mancera, M. A. (2011). El tipo de la tentativa: teoría y práctica. México: Porrúa.
- Mancera, M. (2011). Derecho penal del enemigo. México: Editorial Ubijus.
- Mancera, M.A. et al. (2015). Del salario mínimo al salario digno. México: Consejo Económico y Social de la Ciudad de México.